# Liste der State-, U.S.- und Interstate-Highways in Wyoming
Dies ist eine Aufstellung von State Routes, U.S. Highways und Interstates im US-Bundesstaat Wyoming, nach Nummern.

## State Routes

### Gegenwärtige Strecken
- Wyoming Highway 10
- Wyoming Highway 11
- Wyoming Highway 12
- Wyoming Highway 13
- Wyoming Highway 14
- Wyoming Highway 22
- Wyoming Highway 24
- Wyoming Highway 28
- Wyoming Highway 30
- Wyoming Highway 31
- Wyoming Highway 32
- Wyoming Highway 33
- Wyoming Highway 34
- Wyoming Highway 35
- Wyoming Highway 36
- Wyoming Highway 37
- Wyoming Highway 50
- Wyoming Highway 51
- Wyoming Highway 59
- Wyoming Highway 59C
- Wyoming Highway 70
- Wyoming Highway 71
- Wyoming Highway 72
- Wyoming Highway 73
- Wyoming Highway 74
- Wyoming Highway 76
- Wyoming Highway 77
- Wyoming Highway 78
- Wyoming Highway 89
- Wyoming Highway 90
- Wyoming Highway 91
- Wyoming Highway 92
- Wyoming Highway 93
- Wyoming Highway 94
- Wyoming Highway 95
- Wyoming Highway 96
- Wyoming Highway 110
- Wyoming Highway 111
- Wyoming Highway 112
- Wyoming Highway 113
- Wyoming Highway 114
- Wyoming Highway 116
- Wyoming Highway 120
- Wyoming Highway 130
- Wyoming Highway 131
- Wyoming Highway 132
- Wyoming Highway 133
- Wyoming Highway 134
- Wyoming Highway 135
- Wyoming Highway 136
- Wyoming Highway 137
- Wyoming Highway 138
- Wyoming Highway 139
- Wyoming Highway 150
- Wyoming Highway 151
- Wyoming Highway 152
- Wyoming Highway 153
- Wyoming Highway 154
- Wyoming Highway 156
- Wyoming Highway 157
- Wyoming Highway 158
- Wyoming Highway 159
- Wyoming Highway 160
- Wyoming Highway 161
- Wyoming Highway 170
- Wyoming Highway 171
- Wyoming Highway 172
- Wyoming Highway 1v3
- Wyoming Highway 174
- Wyoming Highway 175
- Wyoming Highway 190
- Wyoming Highway 191
- Wyoming Highway 192
- Wyoming Highway 193
- Wyoming Highway 194
- Wyoming Highway 196
- Wyoming Highway 210
- Wyoming Highway 211
- Wyoming Highway 212
- Wyoming Highway 213
- Wyoming Highway 214
- Wyoming Highway 215
- Wyoming Highway 216
- Wyoming Highway 217
- Wyoming Highway 218
- Wyoming Highway 219
- Wyoming Highway 220
- Wyoming Highway 221
- Wyoming Highway 222
- Wyoming Highway 223
- Wyoming Highway 224
- Wyoming Highway 225
- Wyoming Highway 230
- Wyoming Highway 231
- Wyoming Highway 232
- Wyoming Highway 233
- Wyoming Highway 235
- Wyoming Highway 236
- Wyoming Highway 237
- Wyoming Highway 238
- Wyoming Highway 239
- Wyoming Highway 240
- Wyoming Highway 241
- Wyoming Highway 251
- Wyoming Highway 252
- Wyoming Highway 253
- Wyoming Highway 254
- Wyoming Highway 255
- Wyoming Highway 256
- Wyoming Highway 258
- Wyoming Highway 259
- Wyoming Highway 270
- Wyoming Highway 271
- Wyoming Highway 272
- Wyoming Highway 273
- Wyoming Highway 290
- Wyoming Highway 291
- Wyoming Highway 294
- Wyoming Highway 295
- Wyoming Highway 296
- Wyoming Highway 310
- Wyoming Highway 311
- Wyoming Highway 312
- Wyoming Highway 313
- Wyoming Highway 314
- Wyoming Highway 315
- Wyoming Highway 316
- Wyoming Highway 317
- Wyoming Highway 318
- Wyoming Highway 319
- Wyoming Highway 320
- Wyoming Highway 321
- Wyoming Highway 330
- Wyoming Highway 331
- Wyoming Highway 332
- Wyoming Highway 333
- Wyoming Highway 334
- Wyoming Highway 335
- Wyoming Highway 336
- Wyoming Highway 337
- Wyoming Highway 338
- Wyoming Highway 339
- Wyoming Highway 340
- Wyoming Highway 341
- Wyoming Highway 342
- Wyoming Highway 343
- Wyoming Highway 344
- Wyoming Highway 345
- Wyoming Highway 350
- Wyoming Highway 351
- Wyoming Highway 352
- Wyoming Highway 353
- Wyoming Highway 354
- Wyoming Highway 370
- Wyoming Highway 371
- Wyoming Highway 372
- Wyoming Highway 374
- Wyoming Highway 375
- Wyoming Highway 376
- Wyoming Highway 377
- Wyoming Highway 387
- Wyoming Highway 390
- Wyoming Highway 391
- Wyoming Highway 410
- Wyoming Highway 411
- Wyoming Highway 412
- Wyoming Highway 413
- Wyoming Highway 414
- Wyoming Highway 430
- Wyoming Highway 431
- Wyoming Highway 432
- Wyoming Highway 433
- Wyoming Highway 434
- Wyoming Highway 435
- Wyoming Highway 436
- Wyoming Highway 450
- Wyoming Highway 451
- Wyoming Highway 487
- Wyoming Highway 530
- Wyoming Highway 585
- Wyoming Highway 789

### Außer Dienst gestellte Strecken
- Wyoming Highway 14 (bis 1965)
- Wyoming Highway 26
- Wyoming Highway 65
- Wyoming Highway 75
- Wyoming Highway 87
- Wyoming Highway 91
- Wyoming Highway 116 (bis 1936)
- Wyoming Highway 373

## Interstate Highways
Übersicht der gegenwärtigen Strecken:
- Interstate 25
- Interstate 80
- Interstate 90
- Interstate 180

## U.S. Highways

### Gegenwärtige Strecken
- U.S. Highway 14
- U.S. Highway 16
- U.S. Highway 18
- U.S. Highway 20
- U.S. Highway 30
- U.S. Highway 85
- U.S. Highway 87
- U.S. Highway 89
- U.S. Highway 189
- U.S. Highway 191
- U.S. Highway 212
- U.S. Highway 287
- U.S. Highway 310

### Außer Dienst gestellte Strecke
- U.S. Highway 12